# ورزشگاه اسکندریه
ورزشگاه اسکندریه (عربی: إستاد الإسكندرية) ورزشگاهی است چند منظوره که در شهر اسکندریه کشور مصر قرار دارد. این ورزشگاه در سال ۱۹۲۹ ساخته شده‌است و قدیمی‌ترین ورزشگاه ساخته شده در کشور مصر و قاره آفریقا می‌باشد. این ورزشگاه در سال ۲۰۱۶ بازسازی شده‌است.